# Achille Togliani
Achille Togliani (n. 16 ianuarie 1924, Pomponesco, Lombardia, Regatul Italiei – d. 12 august 1995, Roma, Italia) a fost un cântăreț și actor italian.